# Лъв Пелски
Лъв Пелски, още Лъв от Пела или Лъв Египетски (на старогръцки: Λέων ὁ Πελλαῖος, в превод Лъв Пелец), е античен македонски гръцки историк, жрец и теолог от IV век пр. Хр, автор на незапазено произведение „За боговете на Египет“. Лъв е съвременник на Евхемер и подобно на него се опитва да обясни човешкия произход на боговете.

## Биография
Ранните християнски отци в техните спорове с езичниците често се позовават на Лъв Египетски, който бил признал, че боговете на античния свят първоначално са били хора, съгласявайки се така с Евхемер. Августин Блажени, който е най-ясен в позоваването си на Лъв го нарича египетски свещеник от висок ранг (magnus antistes), който преподавал популярната митология на Александър Велики по начин, който, макар и да се различава от други рационалистични обяснения в Гърция, се съгласява с тях в това, че боговете (включително дори dii majorum gentium) са били първоначално хора. Августин се позовава на разказ за изказванията на Лъв, съдържащ се в писмо на Александър до майка му Олимпиада.
Трябва да се отбележи, че въпреки че Лъв е имал висок жречески ранг по времето, когато Александър е в Египет (332–331 година), името му е гръцко. Арнобий го нарича Лъв Пелец, Лъв от Пела.